# Wilmington (New York)
Wilmington je malé město v okrese Essex County, stát New York, Spojené státy americké. Je pojmenováno dle Wilmingtonu ve státě Vermont (USA), bylo založeno přibližně v roce 1812. Populace v roce 2010 byla 1253 lidí.
Podle United States Cencus Bureau se městečko rozkládá na rozloze 169 km².